# 龍門水庫 (滿城)
龍門水庫位於漕河中上遊，河北省保定市满城区龍門鄉與易縣西山北鄉交界處，是以防洪為主兼顧養魚、灌溉、發電等綜合利用的大型水庫，控制流域面積470平方公里。
主要技術指標為以百年一遇設計，千年一遇校核，限泄流量為300立方米/秒，壩頂髙程為131米，總庫容為1.18億立方米。汛限水位118.0m，汛限库容0.24亿m3。